# كروان الركبة السميكة
طائر كروان الأدغال أو طائر الركبة السميكة هو طائر كبير يسكن الأرض مستوطنًا في أستراليا. الموطن المفضل له هو السهول المفتوحة والغابات حيث يطاردون في الليل اللافقاريات مثل الحشرات. يتميز باللون الرمادي والبني وبخطوط داكنة وعينيه كبيرتان وساقيه طويلتان. تتمكن طيور الكراون من الطيران، ولكنهم يعتمدون على تمويه ريشهم لتجنب كشفهم خلال النهار؛ يصبح الكراون جامدا عندما يكون على دراية بأنه مراقب. يضع الطائر ببيضين على أرض مكشوفة، وعادة ما يضعهما بالقرب من الأدغال في مكان ذو ظل أو بجوار الفروع المتساقطة.

## التصنيف
وقد أطلق عالم الطيور الإنجليزي جون لاتهام اسم ذي الحدين على هذا الطائر لأول مرة في عام 1801. وانشأ لاثام ثلاثة أسماء للطائر في وقت واحد؛ ومع ذلك، فإن اسم الطائر القديم قد تبع نشر الأسماء في جون غولد للطيور في أستراليا عام 1845.
إلى أن المراجعة حددت أولوية الأسماء المعينة لهذا النوع، واستشهد علماء الطيور بالوصف في الانتخاب الطبيعي. وقد تم نشر أوصاف السلالات من قبل غريغوري ماثيوز في عام 1912 وتعرف هذه الأوصاف على أنها مرادفة لإسم طائر الكراون.
يعد هذا النوع من عائلة كروان الحجر المنتشرة على نطاق واسع، تعرف أيضًا في أستراليا بكراون الشاطئ، وهو طائر بيئي باحث عن الطعام في البيئات الداخلية الشبه قاحلة وقد تكون المتعلقة بالطيور الشاطئية
الأسماء الشائعة لهذا النوع هي أجمة، والكيرلو، والركبة السميكة، وزقزاق الحجري الجنوبي. أخبرَ جون جيلبرت عن اسم يستخدمة السكان الأصليون في غرب أستراليا، (وي لو) ، وقد نشره غولد في عام 1845. وأدرجت السلطات في وقت لاحق هذا الاسم كما هو جاريٍ في شمال غرب كيب وجنوب غرب أستراليا، وكما في نهر بالينوب وويلوجاببين ، وأيضًا في الجنوب الغربي، وويندو في منطقة من المناطق الداخلية الغربية.

## الوصف
هو نوع من أنواع الكروان ، وهو طائر بري بعيون كبيرة وأرجل طويلة يعرف باسم الركبتين السميكة، وهو نحيل في الشكل ولونه رمادي وبني ذوعلامات مميزة. يحتوي الطائر على خطوط داكنة واضحة على الريش الأبيض الرمادي وفي الأجزاء العليا وعلامات مرقطة على الأجنحة. كما أن الريش الموجود على الجانب السفلي من الطائر مبقع بشكل واضح باللون البني الداكن على الريش الأبيض البني. يبلغ الطول الإجمالي لهذه للأنواع حوالي 45 ملم وطول الذيل حوالي 180 مم إلى 550 مم ويقترب عرض جناحيها إلى متر واحد.و يتميز الرأس بمجموعة من الريش الغامق فوق العين وأسفل الرقبة، ولون بني على الجبين واعلى الحاجب. وقزحية العين صفراء زاهية، وأرجلها طويلة ذات لون أخضر زيتوني.
يعتبر كلا الجنسين متشابهان، ويظهر على الطيور الكبيرة في السن ريشًا شاحبًا.
يعد صوت هذا الطائر مرتفع جداً ويمكن سماعه من على مسافة كبيرة. كما ان الصوت الذي يطلقة يعتبرغريباً ومخيفاً وهو صوت مألوف ليلاً في الأدغال الأسترالية. ويزداد تكرار هذه الاصوات عندما تتغير الظروف الجوية، خاصةً عندما يقترب المطر من المنطقة.
يكون لون قشرة البيضة بشكل عام رماديًا مع بعض البقع البنية اللون، ومع ذلك يمكن أن يكون هذا الوصف متغيراً وغالبًا ما يتطابق مع البيئة للتمويه. وكذلك قد يختلف حجم البيضة أيضًا، حيث يبلغ متوسطها 53 × 39 ملم، ولكن قد يتم تسجيل بعض الاختلافات في الأعشاش القريبة أو بين بيضتين من نفس الحضنة.
لا يوجد طائر أسترالي آخر يشبه هذا الطائر وهناك نوع آخر من نفس العائلة، وهو كراون الشاطئ المعروف أيضًا باسم ويلو، يميز عن بريشه ولا يتواجد إلا على الساحل.

## السلوك
معظم هذه الطيور في الأساس ليلية ومتخصصة في صيد حيوانات المراعي الصغيرة مثل الضفادع والعناكب والحشرات والرخويات والقشريات والثعابين والسحالي والثدييات الصغيرة كلها تأكلها، ومعظمها تجمعها من التربة الناعمة أو الخشب المتعفن؛ وكما أيضا تأكل بعض البذور أو الدرنات خاصة في سنوات الجفاف. عادة ما تتغذى هذه الطيور بشكل فردي أو أزواج في نطاق منزل كبير، خاصة في الليالي المقمرة.
خلال النهار تميل إلى البقاء غير نشطة، وتحتمي بين العشب الطويل أو ظل الشجيرات والأشجار، بالاعتماد على ريشها الذي يساعدها على الاختفاء لحمايتها من الحيوانات المفترسة. عندما تشعر بالقلق، تتجمد بلا حراك في أوضاع غريبة المظهر.و قد يكون ذلك مجديا للحيوانات المفترسة مثل الطيور الجارحة والبشر ولكنه يكون اقل جدوى مع الحيوانات التي تطاردها باستخدام الرائحة مثل الثعالب والكلاب الاسترالية. الاقتراب من الشخص المموّه لا يثنيه عن هذا السلوك، مما يحافظ على الوضع الجامد حتى إذا تم التعامل معه. إذا تحركوا من اضطراب، فإنهم يجثمون ويمشون خلسة إلى النباتات، في محاولة فقط للطيران إذا تم السعي بقوة.
على الرغم من عادتها للثبات بلا حراك عند القلق من مظهرها غير المألوف، إلا أنها ثابتة القدم وسريعة ورشيقة على الأرض ومع ذلك فإنها نادراً ما تطير خلال ساعات النهار، ولكن طيرانها سريع ومباشر وتستخدم أجنحة طويلة وعريضة.
من المحتمل أن يسمع صوته أكثر من أن يتم رؤيته حيث أن صوتها يبدو مثل صرخة في الليل. فعندما يخاف يقوم بالصراخ. وأشار تقرير ميداني من بروكتون، غرب أستراليا إلى أن نداءهم سمع ردا على صرخة الممتلكات التي أطلقها الصيادون. عندما يتم تهديدهم (عند وجودهم فالعش)، قد يرفعون جناحيهم عريضًا وعاليًا في وضع تهديد مثير للإعجاب ويصدرون صوت هسيسٍ صاخبٍ جياش.

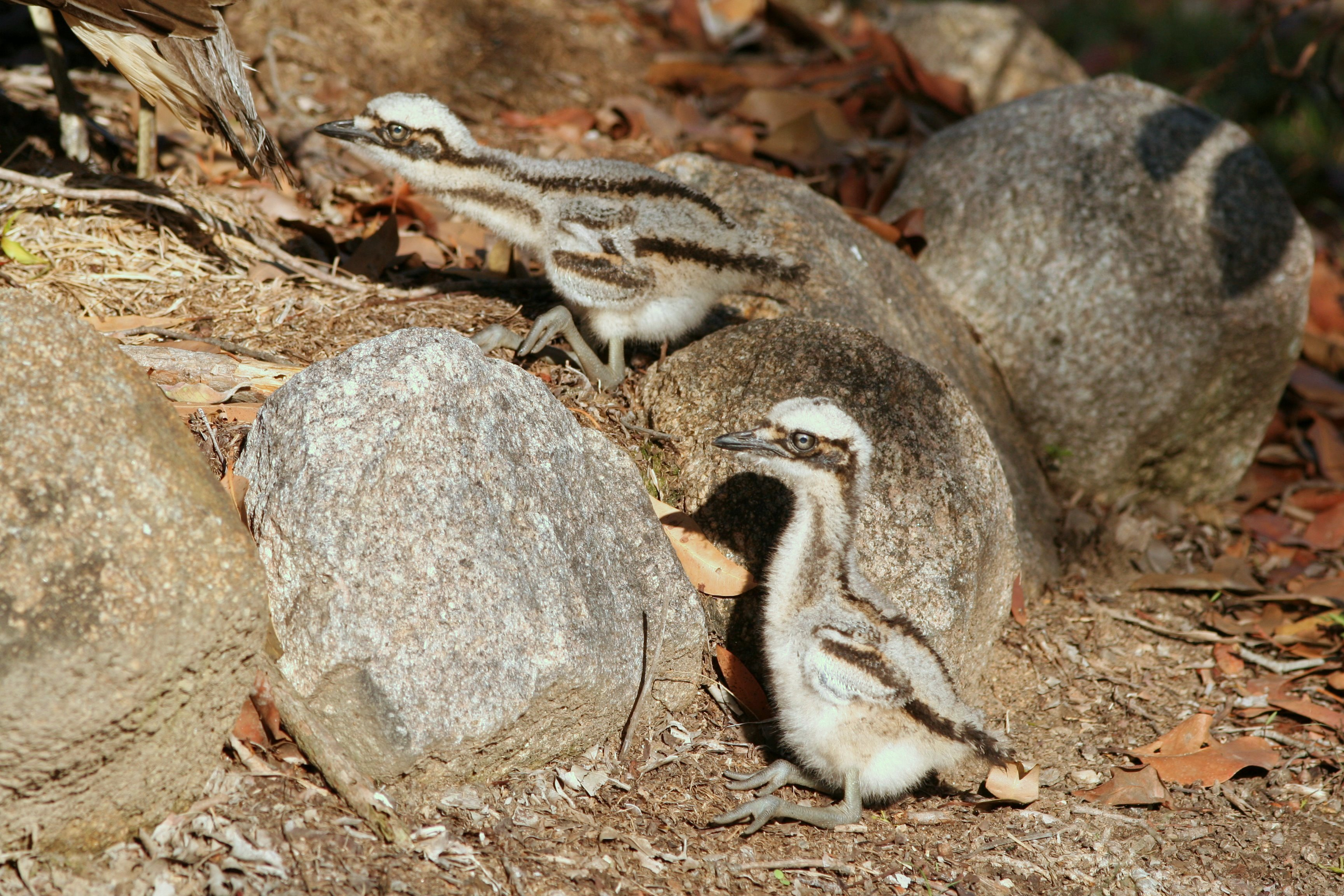
الفراخ

في بعض الأحيان تتواجد هذه الطيور على شكل اسراب. ومع ذلك، عندما يحدث موسم التكاثر، يكون عدد الطيور في المنطقة عادة فقط زوجا التزاوج. مثل الطيور الأخرى التي تعشش الأرض، تختار الإناث فقط موقعًا لوضع البيض ولا توفر أي زينة أخرى للعشو يتم رعاية المكان من قبل كلا الوالدين. سوف ينتقل الوالد الحاضن من الموقع بحذر إذا انزعج في الأيام القليلة الأولى من الحضانة، لكنه يبقى للدفاع عن البيضة في مرحلة لاحقة من التطور. يتنى الطائر الذكر وضعه المتجمد على البيض في محاولة لإخفائه. قد يتم تحريك وتغيير مكان البيضة مسافة قصيرة إذا ما تم اكتشافها من قبل متطفلز

## اماكن الانتشار والسكن
يتمتع هذا الطائر بتفضيله للمواطن ذات المساحة الواسع، ولكن نادرًا ما يتم رؤيتها في الغابات المطيرة أو الصحراء القاحلة وفي المناطق الحضرية أو الزراعية. يعثورعلى هذه الأنواع غالبا في الغابات المفتوحة، وغابة الأوكالبتوس، وحواف الغابات المطيرة، والسهول المعشبة، وعلى طول المجاري المائية الداخلية.و لاتعد هذه الطيور من الأنواع المهاجرة، على الرغم من أن الظروف الجوية قد تجعلهم ينتقلون إلى موقع آخر في منطقة محلية. وهي من أنواع الطيورالشائعة بالقرب من مدن بريسبان وكيرنز وتاونسفيل في شمال شرق أستراليا، ولكنها لا توجد حول المناطق الحضرية في جنوب نطاقها. ويمكن العثور عليها في جميع أنحاء أستراليا ولكن بعيدا عن الساحل الغربي الأسترالي. ولا تزال منتشرة بكثرة في الشمال الاستوائي وشبه الاستوائي، ولكنها أصبحت نادرة جدًا في الجنوب الأقل خصوبة حيث كانت شائعة في السابق.
تشير السجلات التاريخية لتواجد هذه الأنواع في جنوب غرب أستراليا إلا أنها كانت منتشرة وأحيانًا وفيرة، لكن انخفض عددها بشكل كبير في هذه المنطقة خلال القرن العشرين. ويُعزى سبب انتراضها إلى حد كبير إلى تواجد الثعلب الأحمر، يعتبرتهديدها بالافتراس من قبل القطط قليل في بعض الأحيان ويعتبر الثعلب التهديد الأكبر. وكانت هناك محاولات للسيطرة على آفة غريبة أخرى وهي الأرنب الأوروبي والذي يمثل أيضًا عامل تهديد لهذا النوع من الطيور، وتم التخلص منها عن طرق التسمم بالماء والقبض عليها باستخدام مصائد الأرانب. وكما تضمن انتشار معظمهما على البر الرئيسي للقارة الأسترالية، وعلى الرغم من أنها قد انخفض بنسبة 90 ٪ تقريبًا، ولكنها أنه متواجده في الجزر البحرية والجزرالقريبة. وسجل تكاثر عدد قليل جدًا من منها في موقع جنوب غينيا الجديدة.و من المعروف أن الطيور الصغيرة أصبحت مستأنسة جزئيًا في الممتلكات الريفية.
في بعض الأحيان، يفضل السكان المحليين النشاط الزراعي، ولاحظ فريدريك ويتلوك في عام 1903 أن هذا الطائر تمكنت من الوصول إلى المياه المفتوحة وفضلت الاجزاء من للغابات حيث تكون الشجيرات . ومع ذلك، تم تسجيل انخفاض هائل في المعاقل السابقة التي تم تحويلها إلى ممارسات زراعية أوروبية في منتصف القرن العشرين.

## الحماية
لا تزال هذه الطيور شائعة بشكل معقول في شمال أستراليا، لكنها أصبحت نادرة في الجنوب الأقل خصوبة. يعتقد العديد من الخبراء أن افتراس الثعلب لها هو عامل رئيسي في انخفاضها، وعلى الرغم من وجود مناطق تنتشر فيها الثعالب، إلا أن تعدادها لا يزال في وضع جيدة، وبذلك تظل الأسباب الحقيقية غير مؤكدة. توجود بعض الأدلة التي تشير إلى أن هذه الأنواع تفضل الأراضي الزراعية .
اعتبارًا من عام 2014، أعيد إدخال هذا النوع من الطيور إلى منطقة محمية في Mulligans Flat Woodland في كانبيرا باستخدام مجموعة من استراتيجيات الإطلاق الصارمة والسلسة.
اشارالتقييم المذكور في القائمة الحمراء للاتحاد الدولي لحفظ الطبيعة (IUCN) بأنها ليست مهدده، وبمراجعة قوائم سابقة قد تكون شبه مهدده بالانقراض. تناقص عددها بقدر 10000 إلى 15000 في عام 2016 ويُعتقد أن التسجيلات التاريخية أثناء استعمارأستراليا قد انخفضت في اثنين وثلاثين عامًا (ثلاثة أجيال) قبل تقييم IUCN لعام 2016.
لم يتم إدراج هذا الطائر باعتباره مهددًا بموجب قانون حماية البيئة وحفظ التنوع البيولوجي لعام 1999 . وهو شائعة في كوينزلاند، ولا يعتبر مهدداً إقليمياً هناك، اما في نيو ساوث ويلز يعتبر معرضا للخطر بموجب قانون الحفاظ على الأنواع المهددة لعام 1995 .و تم إدراجه كـطائر«معرض للخطر» في جنوب أستراليا في قانون المتنزهات الوطنية والحياة البرية لعام 1972،  كما تم إدراجه كطائر«مهدد» في قانون ضمان الحياة النباتية والحيوانية لعام 1988. وتم إعداد تصريح للحفاظ هذا النوع وإدارته في المستقبل، بموجب هذا القانون. وتم إدراج هذا النوع على أنه معرض للخطر في القائمة الاستشارية لعام 2007 لحيوانات الفقاريات المهددة في فيكتوريا.